# كيش الودايا
كيش الوداية هو أحد العناصر الرئيسية المكونة للجيش المغربي في الفترة الممتدة من القرن السابع عشر إلى القرن التاسع عشر وهو جيش قبلي مخزني يلتزم أفراده بالخدمة العسكرية مقابل الأرض. أنشأه السلطان مولاي إسماعيل بعد حصار مراكش سنة 1674.
وقد تحدث المؤرخ سيمون بيير عن قوة هذا الجيش بشكل خاص حيث يشير إلى أنه خلال « أثناء صعود نجم العلويين، تعرضت شعوب المغرب العربي للنهب ونزع سلاحها، باستثناء قبيلة البربر وريافة، فإن العبيد والأوداية هم الذين يحتكرون السلاح. وبعد ثلاثين عاما، في عام 1727، عند وفاة مولاي إسماعيل، كان جيش عبيد البخاري والأوداية هم الذين، بالتنسيق مع علماء مكناس والوزراء، انتخبوا السلطان مولاي أحمد الذهبي ! ».